# KLM
Koninklijke Luchtvaart Maatschappij N.V., KLM (Królewskie Towarzystwo Lotnicze) – holenderskie linie lotnicze, wchodzące w skład holdingu Air France-KLM. Współpracują z liniami lotniczymi Delta Airlines. Należą również do sojuszu lotniczego SkyTeam. Głównym portem jest Amsterdam-Schiphol. Jest najstarszą linią lotniczą na świecie, założoną i latającą nieprzerwanie od roku 1919 i w chwili obecnej bardzo dobrze prosperującą. Zatrudnia około 33 000 pracowników, z czego około 28 000 w Holandii i około 5000 poza Holandią. Posiada flotę składającą się ze 170 samolotów. W swojej historii posiadał liczną flotę Boeingów 747, popularnych Jumbo Jetów. KLM posiada także udziały w takich liniach lotniczych jak KLM Cityhopper (100%), Transavia (100%), Martinair Holland (50%) i Kenya Airways (26%). Dla roku 2007/2008 przychody KLM wyniosły 8 miliardów euro.
Do Polski KLM wykonuje loty do Amsterdamu z Warszawy (2 razy dziennie KLM oraz 1 raz KLM Cityhopper) i Krakowa (3 razy dziennie KLM Cityhopper) oraz do Gdańska od 15 maja 2017 (2 razy dziennie w tygodniu i 3 razy dziennie w niedzielę KLM Cityhopper).
W skład KLM wchodzą:
- KLM Royal Dutch Airlines
- KLM Cityhopper
- KLM Cargo

Agencja ratingowa Skytrax przyznała liniom KLM Royal Dutch Airlines cztery gwiazdki.

## Historia

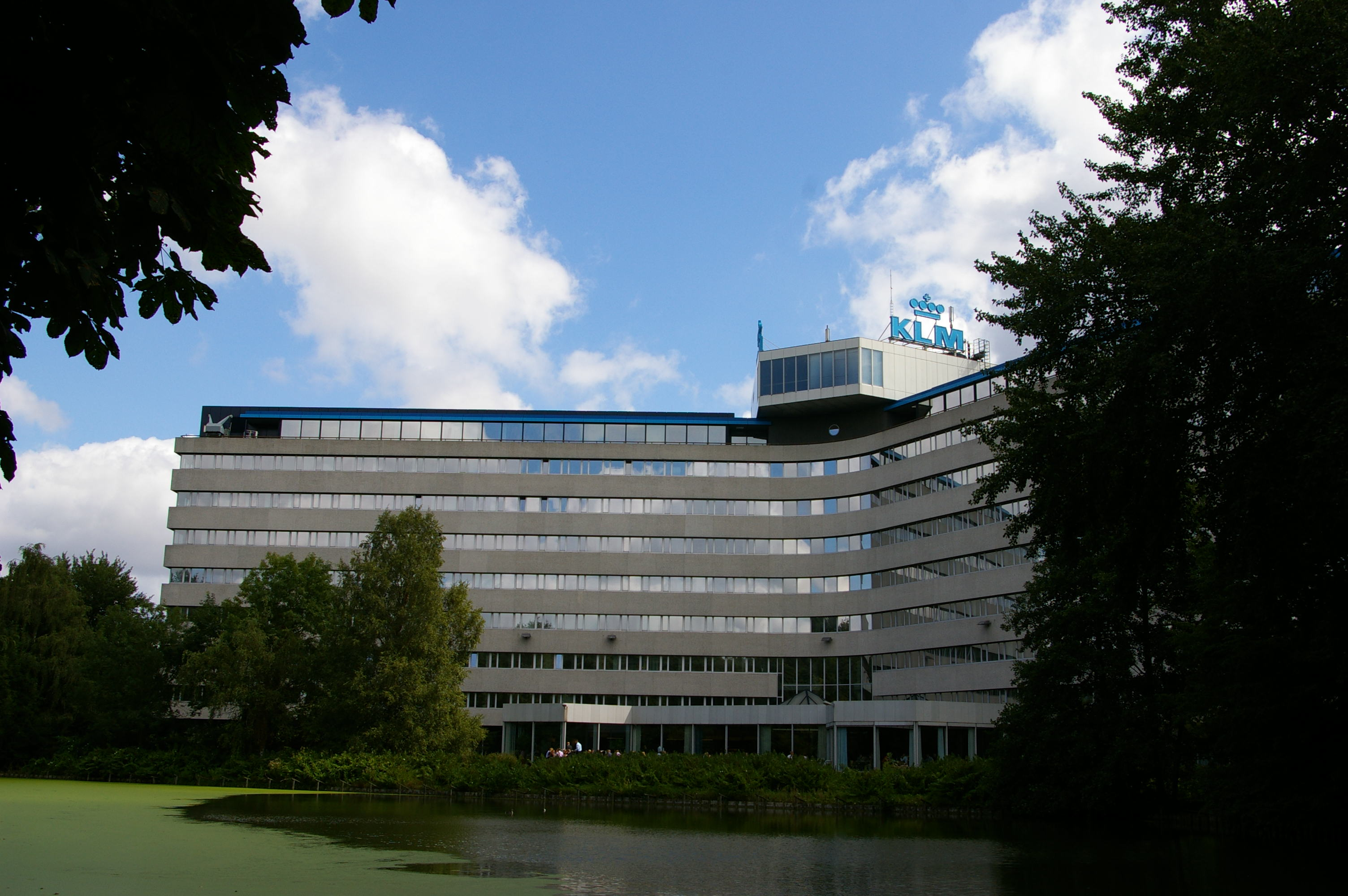
Siedziba główna KLM

### 1919–1940
Linie lotnicze powstały 7 października 1919 jako spółka akcyjna Koninklijke Luchtvaart Maatschappij voor Nederland en Kolonien N.V. (Królewskie Towarzystwo Linii Lotniczych Niderlandów i Kolonii) z inicjatywy grupy inwestorów. Stały się dzięki temu najstarszymi działającymi do tej pory liniami lotniczymi. Pierwszym prezydentem linii został Albert Plesman. Pierwszy lot linie KLM wykonały 17 maja 1920, kiedy wynajęty samolot Airco DH.16 ze znakami G-EALU przewiózł z Londynu do Amsterdamu dwóch dziennikarzy, gazety i list. W tym samym roku linie kupiły dwie maszyny Fokker F.2 i dwie DH.9B. Rozpoczęło to zarazem trwającą do 2017 eksploatację samolotów konstrukcji holenderskiego Fokkera. Pasażerowie latający w otwartych kabinach wyposażani byli na drogę w skórzane płaszcze, rękawice, okulary, kamizelkę ratunkową, spadochron oraz butelkę gorącej wody. 9 maja 1921 w Amsterdamie KLM otworzyło pierwsze na świecie biuro poza lotniskiem, w którym można było nabyć bilety. W październiku 1924 Fokker F.VII KLM wykonał pierwszy lot do Holenderskich Indii Wschodnich. Pokonanie trasy liczącej 15 373 km zajęło maszynie 55 dni wliczając w to przymusowy postój w Bułgarii spowodowany awarią samolotu. Na uruchomienie regularnych lotów do Indii Wschodnich trzeba było poczekać do 1929, kiedy to 12 września wystartowała pierwsza maszyna KLM, łącząca Amsterdam i Dżakartę. Lot trwał 12 dni i do czasów II wojny światowej było to najdłuższe regularne połączenie lotnicze na świecie. W 1927 KLM wykonało pierwszy na świecie międzynarodowy lot czarterowy. Amerykański pionier lotnictwa, Van Lear Black czarterował od linii lotniczej Fokkera F.VII (H-NADP) do wykonania przelotu z Holandii do Dżakarty i z powrotem. Lot trwał 27 dni. W 1931 roku linie wprowadziły do użycia pierwszy samolot towarowy. Dwa lata później, w październiku 1934 roku, jako pierwszy europejski przewoźnik, KLM wprowadził samolot Douglas DC-2. W grudniu 1934 KLM wykonało swój pierwszy lot transatlantycki, Fokker F-XVIII przeleciał w ciągu ponad 7 dni z Amsterdamu do Curaçao i Aruby. Rok później na pokłady samolotów linii trafili pierwsi stewardzi, następnie także stewardesy. W 1936 roku wprowadzone zostały samoloty Douglas DC-3, a w 1938 dalekodystansowe Fokkery zastąpione zostały samolotami Lockheed L-14 Super Electra. KLM był również jedynym cywilnym użytkownikiem regularnie wykorzystującym samoloty Douglas DC-5.

### II wojna światowa
10 maja 1940 nazistowskie Niemcy zaatakowały Holandię. KLM zawiesił swoją działalność z macierzystej bazy w Amsterdamie, ale nie oznaczało to zaprzestania działalności. Z 43 maszyn jakimi dysponowały linie w momencie ataku, osiemnaście zostało zniszczonych na lotnisku, a jedenaście przejętych przez wkraczających Niemców. Pozostała czternastka nadal realizowała połączenia lotnicze, utrzymując połączenie między innymi z Wielkiej Brytanii do Portugalii. Holenderskie samoloty latały ze znakami rejestracyjnymi British Overseas Airways Corporation. Część samolotów pozostała w Holenderskich Indiach Wschodnich.

### Okres powojenny

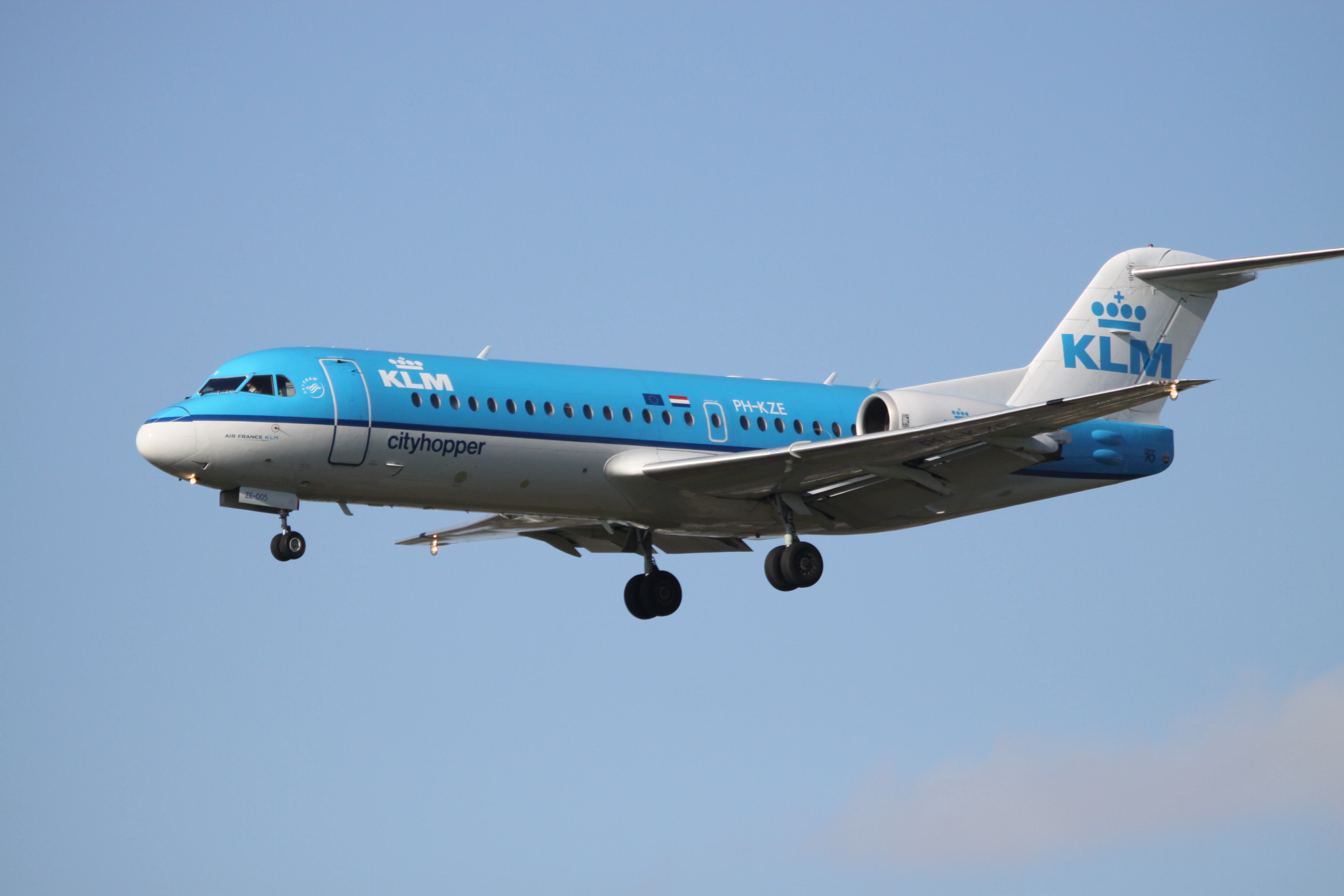
KLM Fokker 70

KLM wznowiły operacje we wrześniu 1945, a 28 listopada uruchomiono trasę do Holenderskich Indii Wschodnich. 21 maja 1946, KLM jako pierwsza europejska linia lotnicza uruchomiła połączenie z Nowym Jorkiem. Samolot Douglas DC-4 pokonał transatlantycką trasę w czasie 25 godzin i 30 minut (wliczając w to międzylądowania). W latach 1947–1948 flota przewoźnika wzbogacona została o samoloty Lockheed Constellation, Convair CV-240 i Douglas DC-6. W grudniu 1953 roku zmarł współzałożyciel i pierwszy dyrektor KLM, Albert Plesman. W październiku 1956 KLM rozpoczęło regularne rejsy na trasie Amsterdam – Warszawa, jako pierwszy zachodni przewoźnik po wojnie. W marcu 1960, za sprawą wprowadzenia do użycia samolotów Douglas DC-8 w KLM rozpoczęła się era samolotów odrzutowych. W 1967 na europejskie połączenia wszedł kolejny odrzutowiec McDonnell Douglas DC-9. 31 stycznia 1971 w Amsterdamie wylądował pierwszy Boeing 747 należący do KLM, ówcześnie największy samolot pasażerski świata. W 1983 flota samolotów wzbogaciła się o pierwszy produkt europejskiego producenta maszyn pasażerskich, Airbusa – Airbus A310. KLM był pierwszym europejskim przewoźnikiem zamawiającym samoloty Boeing 747-400, pierwszy z nich trafił do odbiorcy w maju 1989. 7 października 1994 KLM uroczyście obchodziło siedemdziesiątą piątą rocznicę swojego istnienia. Jako jedyna linia lotnicza na świecie używała wszystkich typów samolotów Douglas, od DC-2 do MD-11.

## Flota
Według stanu na kwiecień 2025 flota KLM składała się ze 116 samolotów, w tym 2 przeznaczonych do transportu cargo, o średnim wieku 14,1 lat:
| Samolot           | Samolot | Samolot   | Liczba miejsc | Liczba miejsc | Liczba miejsc | Liczba miejsc | Liczba miejsc | Uwagi                                                                            |
| Model             | Aktywne | Zamówione | B             | P             | E+            | E             | Łącznie       | Uwagi                                                                            |
| ----------------- | ------- | --------- | ------------- | ------------- | ------------- | ------------- | ------------- | -------------------------------------------------------------------------------- |
| Airbus A320neo    | -       | 85        |               |               |               |               | 180           | Wspólne zamówienie holdingu Air France-KLM                                       |
| Airbus A321neo    | 6       | 85        | 30            | -             | 6             | 191           | 227           | Wspólne zamówienie holdingu Air France-KLM                                       |
| Airbus A330-200   | 6       | -         | 18            | -             | 36            | 210           | 264           | Planowe wycofanie po dostarczeniu A350                                           |
| Airbus A330-300   | 5       | -         | 30            | -             | 40            | 222           | 292           |                                                                                  |
| Airbus A350-900   | -       | 50        | 34            | 26            | 33            | 238           | 331           | Wspólne zamówienie holdingu Air France-KLM, planowana dostawa w latach 2026-2030 |
| Airbus A350-1000  | -       | 50        | 34            | 28            | 32            | 297           | 391           | Wspólne zamówienie holdingu Air France-KLM, planowana dostawa w latach 2026-2030 |
| Boeing 737-700    | 6       | -         | 20            | -             | 6             | 106           | 132           | Zostaną wycofane i zastąpione przez a320neo i a321neo część floty uziemiona      |
| Boeing 737-800    | 31      | -         | 20            | -             | 6             | 150           | 176           | Zostaną wycofane i zastąpione przez a320neo i a321neo część floty uziemiona      |
| Boeing 737-900    | 5       | -         | 20            | -             | 30            | 132           | 182           | Zostaną wycofane i zastąpione przez a320neo i a321neo część floty uziemiona      |
| Boeing 777-200ER  | 15      | -         | 35            | 24            | 54            | 175           | 288           | Planowane wycofanie po dostarczeniu A350                                         |
| Boeing 777-300ER  | 16      | -         | 35            | 24            | 56            | 266           | 381           |                                                                                  |
| Boeing 787-9      | 13      | -         | 30            | 21            | 48            | 176           | 275           | Trzy egzemplarze uziemionne                                                      |
| Boeing 787-10     | 11      | 4         | 38            | 28            | 39            | 213           | 318           | W trakcie dostarczania od 2022                                                   |
| KLM Cargo         |         |           |               |               |               |               |               |                                                                                  |
| Airbus A350F      | -       | 4         |               |               |               |               |               |                                                                                  |
| Boeing 747-400ERF | 2       | -         |               |               |               |               |               | Pojemność cargo 124,0 t                                                          |
| Model             | 116     | 143       |               |               |               |               |               |                                                                                  |

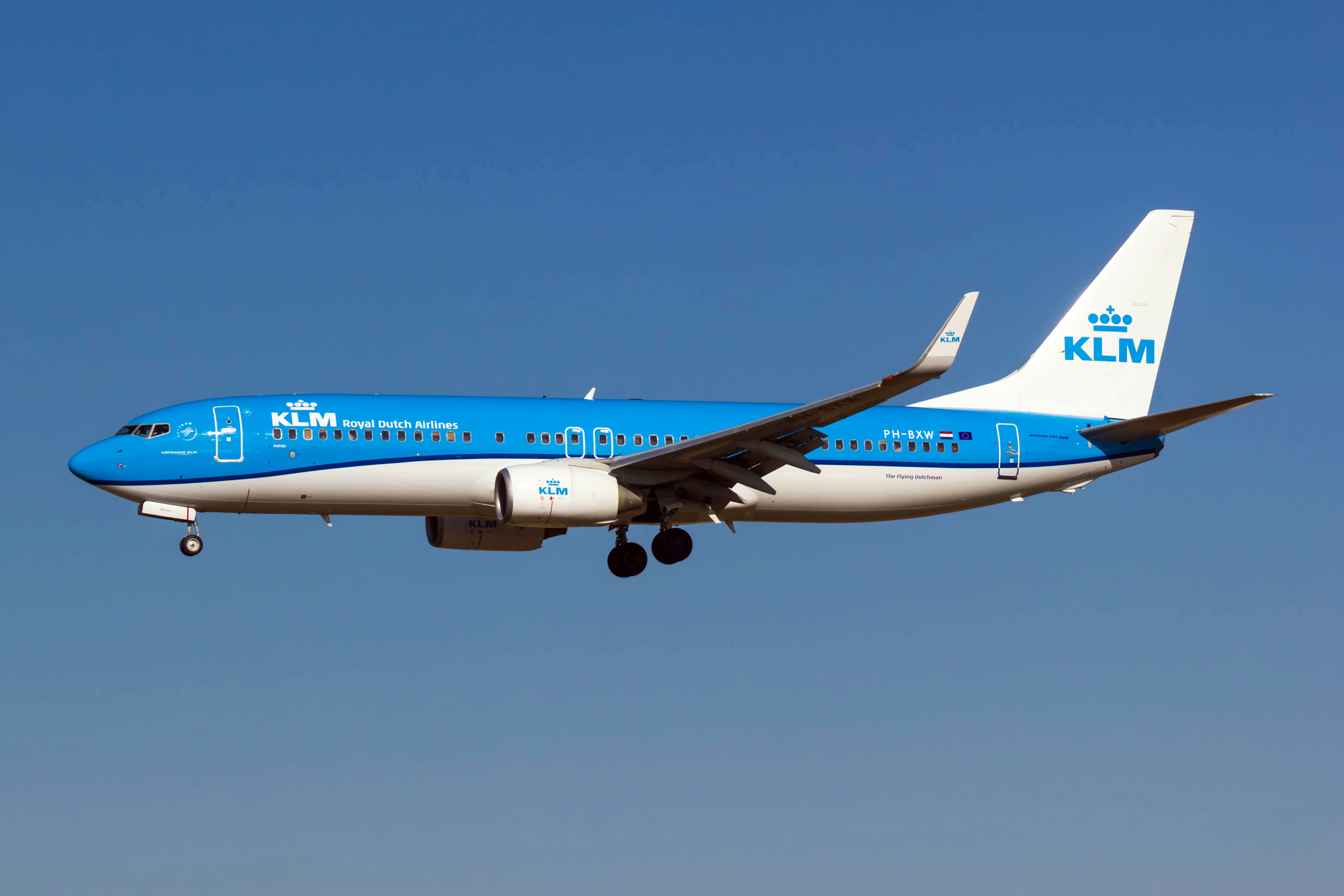
KLM Boeing 737-800 na lotnisku w Barcelonie
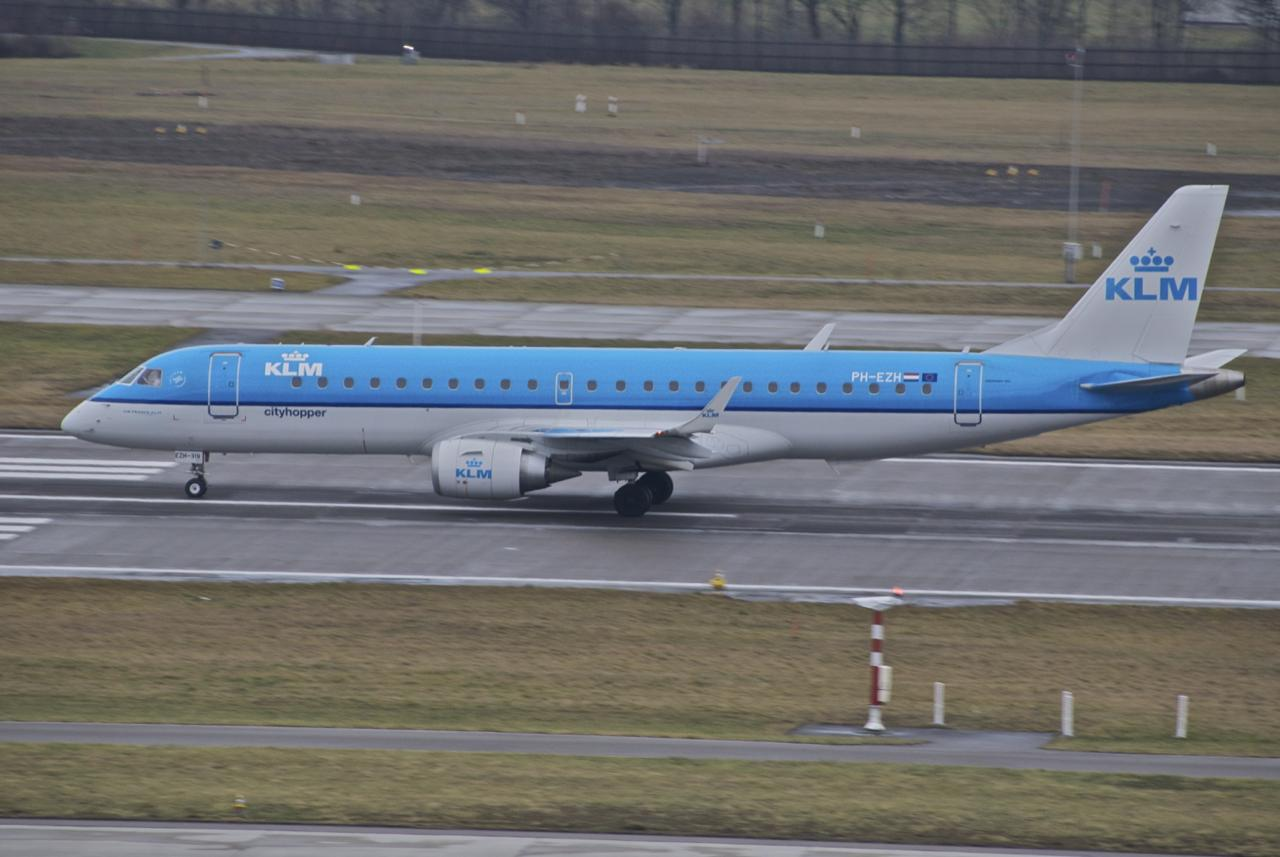
KLM Cityhopper Embraer 190
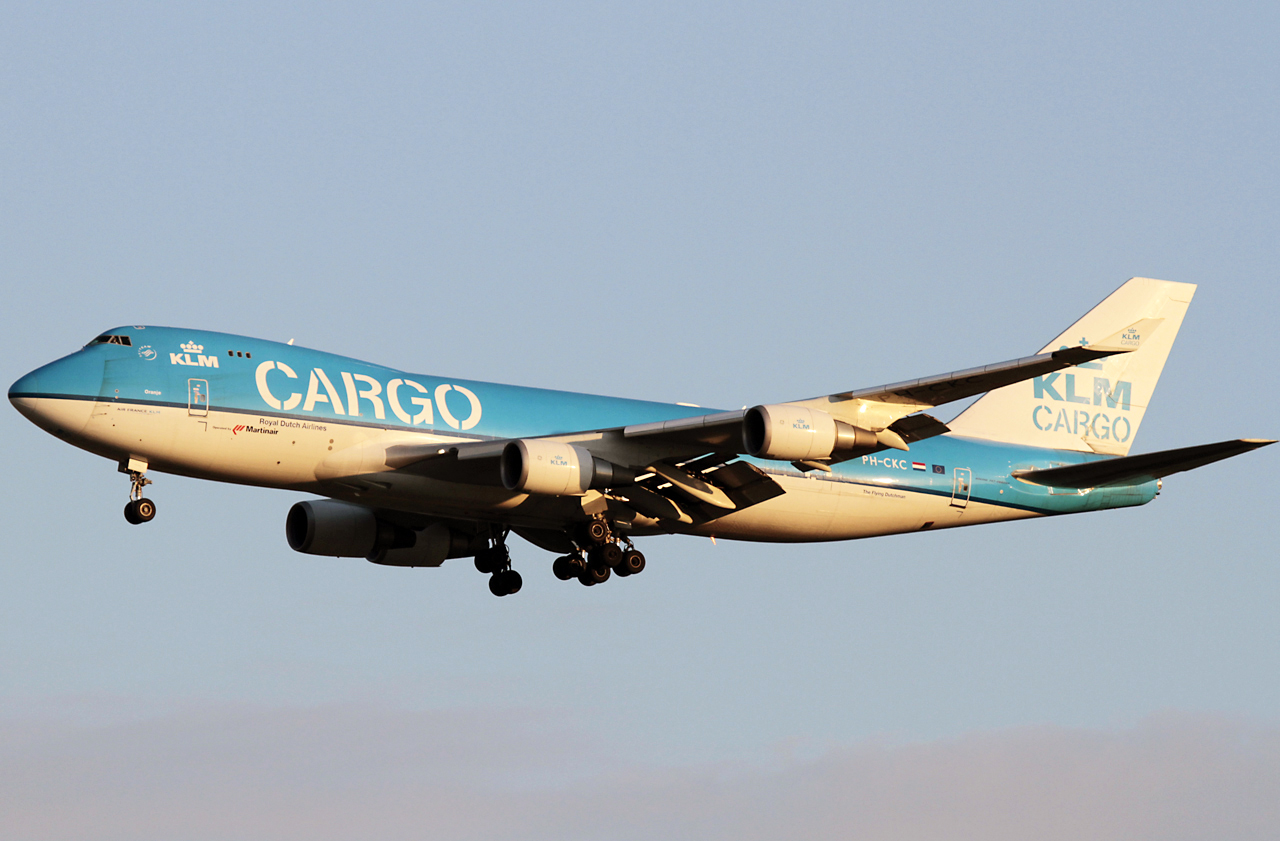
KLM Cargo Boeing 747